# Comment Bricolet et Bricolette se sont levés le matin
Pour plus de détails, voir Fiche technique et Distribution.
Comment Bricolet et Bricolette se sont levés le matin (Kutásek a Kutilka, jak ráno ustávali) est un court métrage d'animation tchèque réalisé par Jiří Trnka, sorti en 1954.

## Synopsis
Grâce à des marionnettes, deux enfants apprennent à faire leur toilette et un peu de gymnastique le matin.

## Fiche technique
- Titre : Comment Bricolet et Bricolette se sont levés le matin
- Titre original : Kutásek a Kutilka, jak ráno ustávali
- Réalisation : Jiří Trnka
- Scénario : Josef Pehr
- Musique : Václav Trojan
- Production :
- Pays d'origine : Tchécoslovaquie
- Technique : prises de vue réelles
- Genre : film d'animation et comédie
- Couleur :
- Durée : 18 minutes
- Date de sortie : 1954

## Distribution
- Josef Pehr